# Khenichet
Khenichet oder Khnichet (arabisch الخنيشات) ist der ca. 10.000 Einwohner zählende Hauptort einer gleichnamigen Landgemeinde (Commune rurale) mit insgesamt etwa 25.000 Einwohnern in der Provinz Sidi Kacem in der Region Rabat-Salé-Kénitra im Norden Marokkos.

## Lage und Klima
Khenichet liegt ca. 30 km nördlich von Sidi Kacem in einer Schleife des Oued Ouerrha am Ostrand der fruchtbaren Gharb-Ebene in einer Höhe von etwa 35 m; die Großstadt Kénitra ist etwa 100 km in südwestlicher Richtung entfernt. Das Klima ist gemäßigt bis warm; Regen (ca. 570 mm/Jahr) fällt nahezu ausschließlich im Winterhalbjahr.

## Bevölkerung
| Jahr      | 1994  | 2004  | 2014   | 2024   |
| Einwohner | k. A. | 7.936 | 10.295 | 11.860 |

Die zumeist in der zweiten Hälfte des 20. Jahrhunderts aus den umliegenden Dörfern zugewanderten Einwohner sind ausnahmslos berberischer Abstammung. Man spricht jedoch in der Regel Marokkanisches Arabisch.

## Wirtschaft
In den Dörfern der Umgebung wird in großem Umfang Feldwirtschaft betrieben; Viehzucht (Schafe, Ziegen, Hühner) ist dagegen eher selten geworden. Die Kleinstadt selbst fungiert als regionales Handwerks-, Handels- und Dienstleistungszentrum.

## Geschichte
Zur älteren Geschichte des Ortes liegen – wie in den Berbergebieten des Maghreb allgemein üblich – keine schriftlichen Aufzeichnungen vor. Es heißt, dass ein Franzose mit Namen Godard zu Beginn des 20. Jahrhunderts den Ort gegründet habe.